# Präsidentschaftswahl in Aserbaidschan 2024
Die Präsidentschaftswahl in Aserbaidschan 2024 fand am 7. Februar statt.

## Ergebnis

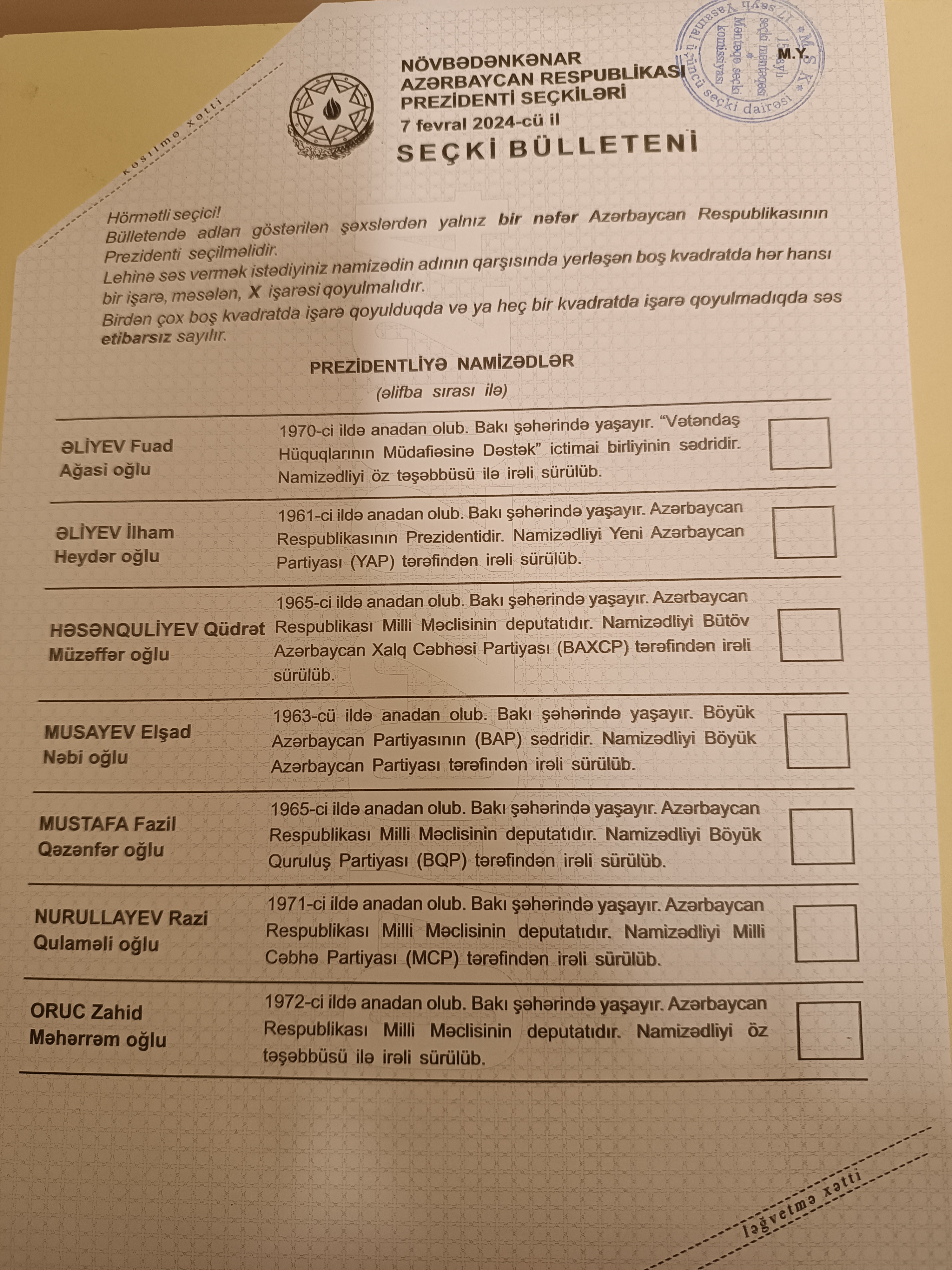
Stimmzettel

| Kandidaten                                                       | Kandidaten         | Parteien                                | Stimmen   | %    |
| ---------------------------------------------------------------- | ------------------ | --------------------------------------- | --------- | ---- |
|                                                                  | İlham Əliyev       | Yeni Azərbaycan Partiyası               | 4.567.458 | 92,1 |
|                                                                  | Zahid Oruj         | Parteilos                               | 107.632   | 2,2  |
|                                                                  | Fazil Mustafa      | Böyük Quruluş Partiyası                 | 98.421    | 2,0  |
|                                                                  | Gudrat Gasanguliev | Bütöv Azərbaycan Xalq Cəbhəsi Partiyası | 85.411    | 1,7  |
|                                                                  | Razi Nurullayev    | Milli Cəbhə Partiyası                   | 39.643    | 0,8  |
|                                                                  | Elşad Musayev      | Böyük Azərbaycan Partiyası              | 32.885    | 0,7  |
|                                                                  | Fuad Aliyev        | Parteilos                               | 26.517    | 0,5  |
| Gesamt                                                           | Gesamt             | Gesamt                                  | 4.957.967 | 100  |
|                                                                  |                    |                                         |           |      |
| Ungültige Stimmen                                                | Ungültige Stimmen  | Ungültige Stimmen                       | 9.828     | 0,2  |
| Wähler                                                           | Wähler             | Wähler                                  | 4.967.795 | 76,7 |
| Wahlberechtigte                                                  | Wahlberechtigte    | Wahlberechtigte                         | 6.478.840 |      |
|                                                                  |                    |                                         |           |      |
| Quellen: Azərbaycan Respublikasının Konstitusiya Məhkəməsi – CEC |                    |                                         |           |      |